# Sparganothis lycopodiana
Sparganothis lycopodiana es una especie de polilla del género Sparganothis, categorizada en la tribu Sparganothini, de la subfamilia Tortricinae.
Fue descrita por Kearfott en 1907 y publicada en Can. Ent. 39: 2.

## Distribución
Se distribuye por América del Norte: Canadá, en la provincia de Ontario, Ottawa, en Hurdman's Bridge.